# اختبار حلقي
الاختبار الحلقي هو جزء من برنامج تأكيد الجودة الخارجي لأحد أساليب القياس. وعادةً ما يرسل معهد مرجعي عينات متماثلة يجب تحليلها بحثًا عن معلمات خاصة في مختبرات مختلفة. ويحصل المختبر الصناعي أو الطبي أو البحثي على وقت محدود وموعد نهائي لإرسال نتائج التحليل. ويعد التقييم والتفسير الإحصائيان لنتائج المختبرات وسيلة مساعدة مهمة لجميع المختبرات المشاركة لأنه يتيح إمكانية تقييم جودة تحليلها مقارنةً بالمختبرات الأخرى. وبالنسبة للمختبرات المعتمدة (بمعيار ISO 17025 مثلاً)، تكون المشاركة في الاختبارات الحلقية إجبارية. وعلى الرغم من ذلك، تشترك المختبرات غير المعتمدة أيضًا في الاختبارات الحلقية.

## مجالات التطبيق
- اختبار المعلمات الطبية (الدم والبول والأنسجة وما إلى ذلك.)
- تحليل الطعام
- تحليل المواد
- الأبوية  (علامات الحمض النووي الجسمية، وعلامات الكروموسومات Y وX، وتسلسل mtDNA)

## وصلات خارجية
- American Association of Blood Banks
- German Society for Forensic Medicine
- German DNA Profiling Group - Commission of Institutes for Forensic Medicine and Federal State Police Science Labs
- International Society for Forensic Genetics with German, English, Spanish & Portuguese, Japanese, Chinese, French, Italian speaking working groups